# Micro fondation
La micro fondation est un concept d'économie qui désigne la possibilité d'expliquer des phénomènes macroéconomiques grâce à une analyse des comportements microéconomiques. La micro-fondation de la macroéconomie fait l'objet d'un programme de recherche en économie, dont l'objectif est de jeter des ponts entre le raisonnement macroéconomique et le raisonnement microéconomique.

## Concept
La micro-fondation renvoie à la capacité de l'économie à faire le lien entre la macroéconomie d'une part, à savoir les phénomènes agrégés au niveau national ou international, et des comportements individuels, de nature microéconomique, d'autre part. Une théorie économique ou un modèle économique disposant de micro-fondations est un modèle qui a réussi à expliquer comment les comportements des agents économiques au niveau micro provoquent des phénomènes macroéconomiques,.

## Histoire

### Tentative de microfondation keynésienne
La nécessité de micro-fonder les modèles macroéconomiques n'est pas immédiatement évidente lors de la formulation du premier grand paradigme macroéconomique qu'est celui de John Maynard Keynes. Cet auteur inaugure, avec la Théorie générale de l'emploi, de l'intérêt et de la monnaie, la summa divisio entre microéconomie et macroéconomie. Pour cela, il fait reposer une partie importante de sa réflexion sur des observations de relations entre les quantités globales, telles que le PIB, l'emploi, ou encore la consommation et l'investissement ; parallèlement, il ne néglige pas des poser des fondations microéconomiques à sa théorie, en énonçant la loi psychologique fondamentale ou en traitant des esprits animaux.
Toutefois, la microfondation keynésienne reste baignée dans l’irrationalisme, Keynes soutenant en effet que les acteurs individuels sont irrationnels au niveau individuel dans la plupart de leur conduite. Ceci, combiné à des recherches ultérieures, fait que des économistes critiques des travaux keynésiens ont considéré la micro-fondation keynésienne comme insuffisante. 

### Premiers programmes de microfondation
Les détracteurs de l'approche keynésienne de la macroéconomie ont vite fait remarquer que certaines des hypothèses de Keynes étaient incompatibles avec la microéconomie néoclassique standard. Aussi, dans le sillage de Lucas, ou même le précédant chronologiquement, certains ont fait remarquer que les postulats microéconomiques du keynésianisme étaient faibles.
Edmund Phelps s'est donné pour objectif de microfonder la macroéconomie. Pour expliquer certains déséquilibres sur le marché du travail, par exemple, il crée l'hypothèse microéconomique de la rigidité des prix (1969), avec l'idée que les agents ne peuvent qu'imparfaitement les observer. Phelps est rejoint par Robert E. Lucas dans son programme de recherche, mais ce dernier utilise pour microfonder la macroéconomie néoclassique l'hypothèse des anticipations rationnelles, que rien d'empirique ne permet de fonder. Phelps considèrera donc que Lucas a certes établi une microfondation à la macroéconomie, mais au prix du réalisme de son hypothèse.
Avec sa théorie du revenu permanent, Milton Friedman souligne par exemple une faiblesse de la microéconomie keynésienne : les agents économiques ne vont pas nécessairement augmenter leur consommation lors d'une relance de la consommation car ils prennent leur décision en prenant en compte leur revenu permanent et non leur revenu transitoire.

### Critique de Lucas
Robert Lucas poursuit seul son travail d'établissement de micro-fondations après s'être éloigné du projet de Phelps. Lucas marque l'économie en émettant une critique du manque de microfondations de l'analyse keynésienne, aujourd'hui appelée critique de Lucas. Dans un article à charge contre les modèles macroéconomiques keynésiens traditionnels, il affirme la nécessité de jeter des ponts entre le macroéconomique et le microéconomique afin que ce premier ne soit pas « hors sol ». Il remarque en effet que les modèles de son temps considère les agents économiques comme des sortes de robots passifs, qui ne savent rien anticiper, et se laissent tromper par toutes les ruses des gouvernements (comme la stimulation de l'inflation dans le but de réduire le chômage). Des modèles micro-fondés seraient ainsi plus appropriés pour prédire l'impact des changements de politique, sous l'hypothèse que les changements dans la politique macroéconomique ne modifient pas la structure microéconomique sous-jacente de la macroéconomie.

### Tentatives de microfondation des nouvelles économies classiques et keynésiennes
La nouvelle économie classique et la nouvelle économie keynésienne ont chacune cherché, après la critique de Lucas, à apporter des fondations microéconomiques plus solides aux théories macroéconomiques. Des travaux sur le sujet se sont multipliés dans les années 1970 et les décennies suivantes.
Au cours des dernières décennies, les économistes ont tenté de combiner les modèles microéconomiques du comportement des ménages et des entreprises pour dériver les relations entre les variables macroéconomiques ; ils ont aussi étudié d'autres modèles microéconomiques (tels que les imperfections du marché du crédit et l'épargne de précaution) pour tenter d'aboutir à une nouvelle théorie générale de l'économie.
Aujourd'hui, de nombreux modèles macro-économiques, représentant les différents points de vue théoriques ,, sont obtenus par des modèles d'équilibre général dynamique stochastique (DSGE), permettant aux économistes de les tester à la fois avec des données macroéconomiques et microéconomiques.

## Débats
Certains, comme Alan Kirman et S. Abu Turab Rizvi, argumentent sur la base du théorème de Sonnenschein–Mantel–Debreu que le projet de micro fondation a échoué.